# Huta-Borovenska, Kamin-Kașîrskîi
Huta-Borovenska (în ucraineană Гута-Боровенська) este localitatea de reședință a comunei Huta-Borovenska din raionul Kamin-Kașîrskîi, regiunea Volînia, Ucraina.

## Demografie
Componența lingvistică a localității Huta-Borovenska
     Ucraineană (100%)
Conform recensământului din 2001, toată populația localității Huta-Borovenska era vorbitoare de ucraineană (100%).